# Barbro Myrberg
Barbro Eivor Myrberg, en period Söderberg, ogift Hilding, född 18 juni 1933 i Katarina församling i Stockholm, död 6 december 1993 i Kungsholms församling i Stockholm, var en svensk författare och dramatiker.
Barbro Myrberg var dotter till retuschören Bertil Hilding och Eva Hemström. Hon författardebuterade med ungdomsboken Jag talar om Lena (1972) följt av Karin (1976), Lena om Lena (1977), Bara borta (1977), De bara é så (1979) och Ett helt annat kalas (1987).
Först var hon gift 1953–1960 med Hans Söderberg (född 1927) och fick tvillingarna Pia och Olle (födda 1953). Sedan var hon gift 1960–1976 med skådespelaren Per Myrberg (1933–2023) och fick sönerna Patrik (född 1962) och Fredrik (född 1963). Tre av hennes fyra barn har medverkat inom svensk film.